# Taidžima
Taidžima (japonsky: 鯛 島) jsou neobydlené skalnaté ostrovy u pobřeží poloostrova Šimokita v zátoce Mucu. Ostrov je součástí města Mucu v prefektuře Aomori. Ostrov je 0,4 km pobřeží a rozlohu 0,016 kilometrů čtverečních. Je součástí prefektuřou spravovaného národního parku Šimokita Hantó. Ostrovy se podobají stříkající velrybě, hlava velryby se jmenuje Bentenjima a ocas se nazývá Tateiwa. Kvůli vlivu mořského proudu Cušima je oblast kolem Taidžimy charakterizována směsí teplých a studených proudů a díky své vynikající podmořské scenérii bylo 3,6 ha kolem Taidžimy prohlášeno mořským parkem.

## Geografie
Taidžima jsou dva ostrovy vzdálené asi jeden kilometr od poloostrova Šimokita v zátoce Mucu. Administrativně jsou ostrovy součástí bývalé vesnice Wakinosawa, která je nyní součástí města Mucu. Během existence vesnice byl ostrov často používán jako její symbol. Název Taidžima je odvozen od toho, jak se na ostrovech objevuje pražman japonský, který plave po hladině vody. Ostrovy jsou označovány jako tělo a ocas ryby. Ostrov je převážně zelený, ale část ostrova ocas je na svém strmém skalnatém povrchu zbarvena bíle od trusu mořských ptáků. Vody obklopující Taidžimu jsou chráněným mořským parkem. Kromě tohoto mořského parku jsou ostrovy zahrnuty do většího prefekturou spravovaného národního parku Šimokita Hantó.

## Lidská historie
Ačkoli ostrov je neobydlený, svatyně Benzaiten existuje ostrově již od období Heian. Legenda říká, že šógun Tamuramaro Sakanoue z období Heian zanechal na ostrově po ukončení svého tažení na porobení národa Emiši svoji milenku. Poté co pomalu propadla šílenství, na ostrově zahynula a byla zde pohřbena místními lidmi. 
V době 2. světové války byl na ostrově postaven maják, který je v provozu od 22. ledna 1945.
Ostrov získal ochranu po vytvoření národního parku Šimokita Hantó dne 22. července 1968. V roce 1979 se střední část ostrova zhroutila do moře a rozdělila ostrov na dva menší ostrovy, které existují. V roce 1997 vypracovala vláda prefektury Aomori plán, jehož cílem je zabránit dalšímu zhoršování stavu ostrovů.